# Samba do Arnesto
«Samba do Arnesto» («Самба Арнесту») — класична пісня в стилі самба, написана в 1953 році італо-бразильським композитором та співаком Адоніраном Барбоза. В його стилі «самба пауліста» використовується юмористична лірика, написана простонародною мовою бідних шарів населення міста Сан-Паулу, зокрема районів, де мешкають італійські іммігранти. Подібно до багатьох інших пісень цього автора, останні чотири рядки читаються, а не співаються.

## Текст пісні
| Оригінал O Arnesto nos convidô prum samba, ele mora no Brás Nóis fumo e não encontremos ninguém Nóis vortemo cuma baita duma réiva Da outra veiz nóis num vai mais Nóis não semos tatu! Outro dia encontremo com o Arnesto Que pidiu descurpa mais nóis não aceitemos Isso não se faz, Arnesto, nóis não se importa Mais você devia ter ponhado um recado na porta Ansim: «ói, turma, num deu pra esperá A vez que isso num tem importância, num faz má Depois que nóis vai, depois que nóis vorta Assinado em cruz porque não sei escrever. Arnesto» | Переклад Арнесту запросив нас на самбу, він мешкає в Бразі Ми пішли, але не застали нікого Ми повернулися в шаленстві Наступного разу ми не підемо Ми не броненосці Наступного дня ми знайшли Арнесту Що попросив вибачення, але ми не прийняли його пробачень Ти не можеш цього робити, Арнесту, тому нам байдуже, Але ти повинен був повісити записку на дверях Наприклад таку: «Бачите, хлопці, я не міг дочекатися вас» Але тому що це не важливо, ми не триматимо лиха Після того, як ми підемо, після того, як ми прийдемо «Підписано хрестиком, бо я не вмію писати. Арнесту» |

Португальські слова містять численні граматичні та фонетичні особливості місцевої мови (виділені курсивом), що порушують норми стандартної португальської мови. Ці деталі, проте, неможливо перекласти.